# Масацугу Кайгёкусай
Масацугу Кайгёкусай (яп. 懐玉斎正次 Кайгёкусай Масацугу, 1813—1892) — известный японский скульптор, нэцукэси (резчик нэцкэ и окимоно) из Осаки. Работы Кайгёкусая встречаются под четырьмя подписями: Масацугу (正次) (до 1833 года), Кайгёкудо (懐玉堂) (до 1843 года), Кайгёку (懐玉) (до 1863 года) и Кайгёкусай (懐玉齋).

## Описание работ
Наиболее частая тема произведений Кайгёкусая — различные животные. Нэцкэ отличаются особой выразительностью, тщательностью в деталях, к примеру, идеальной проработкой фактуры поверхности. Одной из типичных авторских нэцкэ Кайгёкусая было разъёмное изображение двустворчатой раковины, бамбукового побега или шишки, внутри которого находились миниатюрные пейзажи. В скульптурах использовались как традиционные для нэцкэ материалы, такие как японский самшит и слоновая кость, так и более экзотические, например, янтарь.
Вероятно, Кайгёкусай был автором композиции «не вижу, не слышу, не скажу», в которой трёх обезьян из классического варианта заменяла одна, закрывающая свои глаза, уши и рот всеми четырьмя лапами.
Подавляющее большинство работ Кайгёкусая было экспортировано в страны Запада. Известно большое количество подделок с подписями Кайгёкусая. Его произведения находятся во многих музеях и частных коллекциях мира, среди них Музей искусств округа Лос-Анджелес (LACMA) и Музей Востока, Москва.

## Галерея

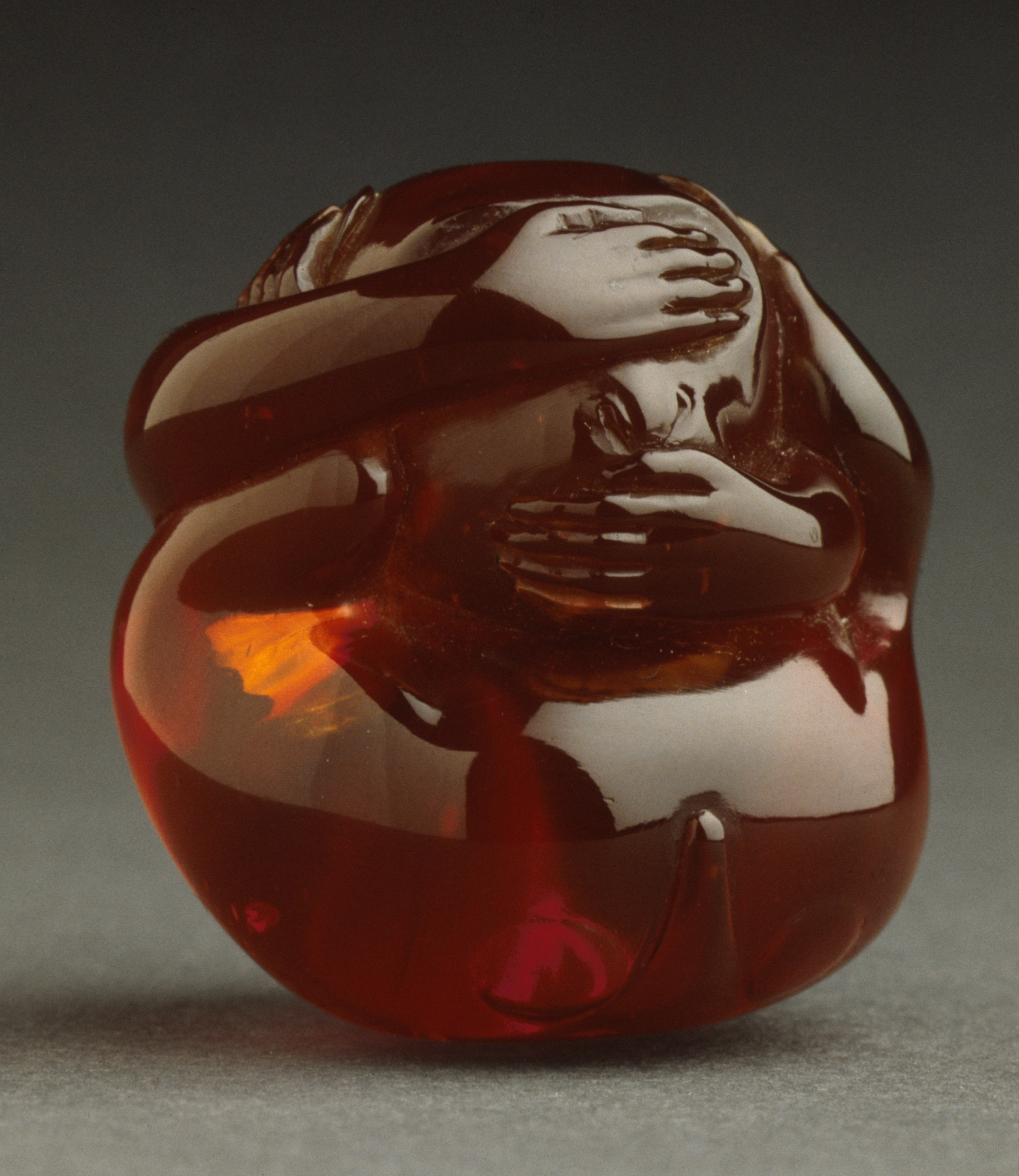
Нэцкэ из янтаря в композиции, предложенной Кайгёкусаем, в которой одна обезьяна заменяет трёх «не вижу, не слышу, не скажу»
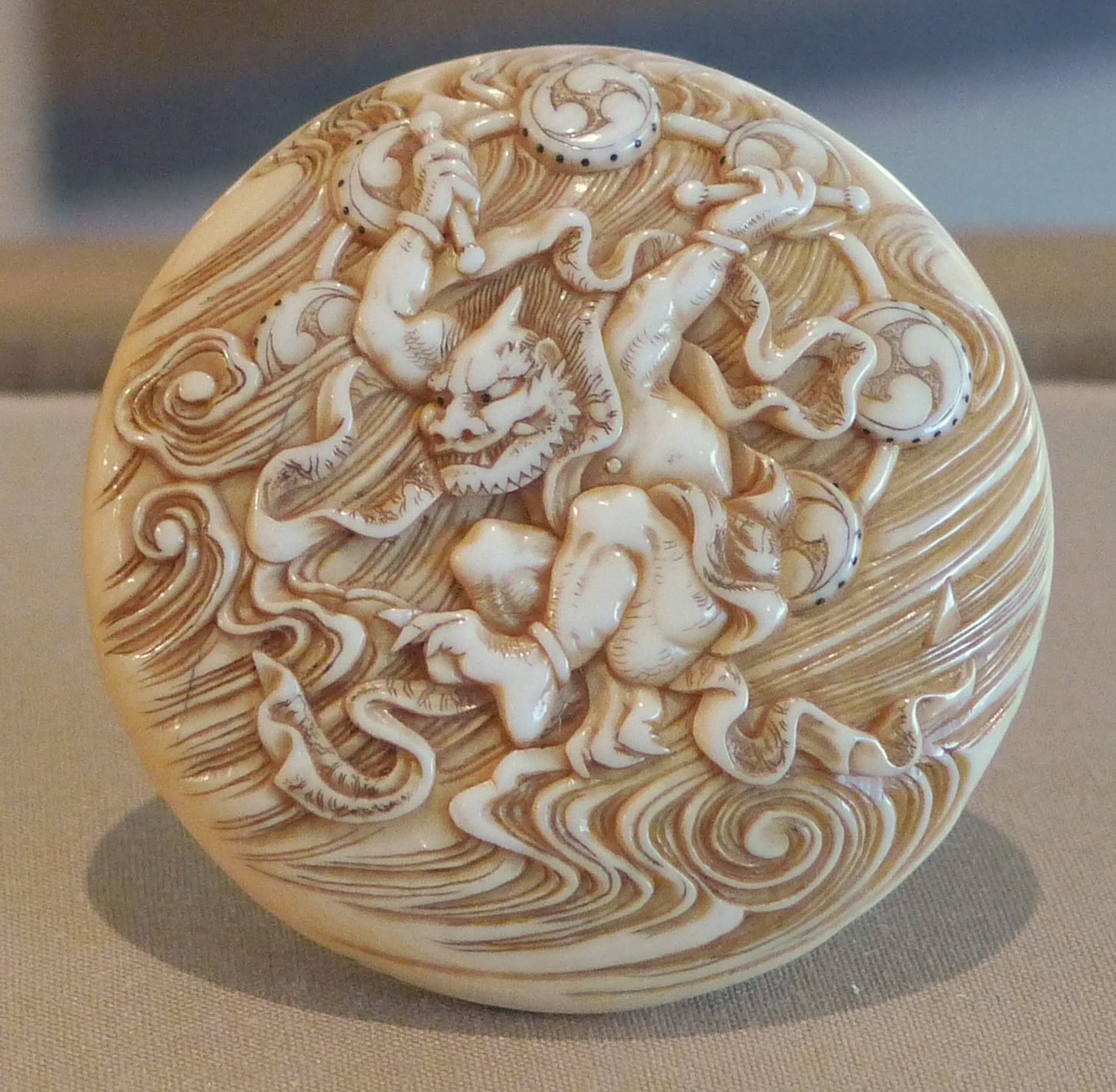
Нэцкэ «Бог грома Райдзин»
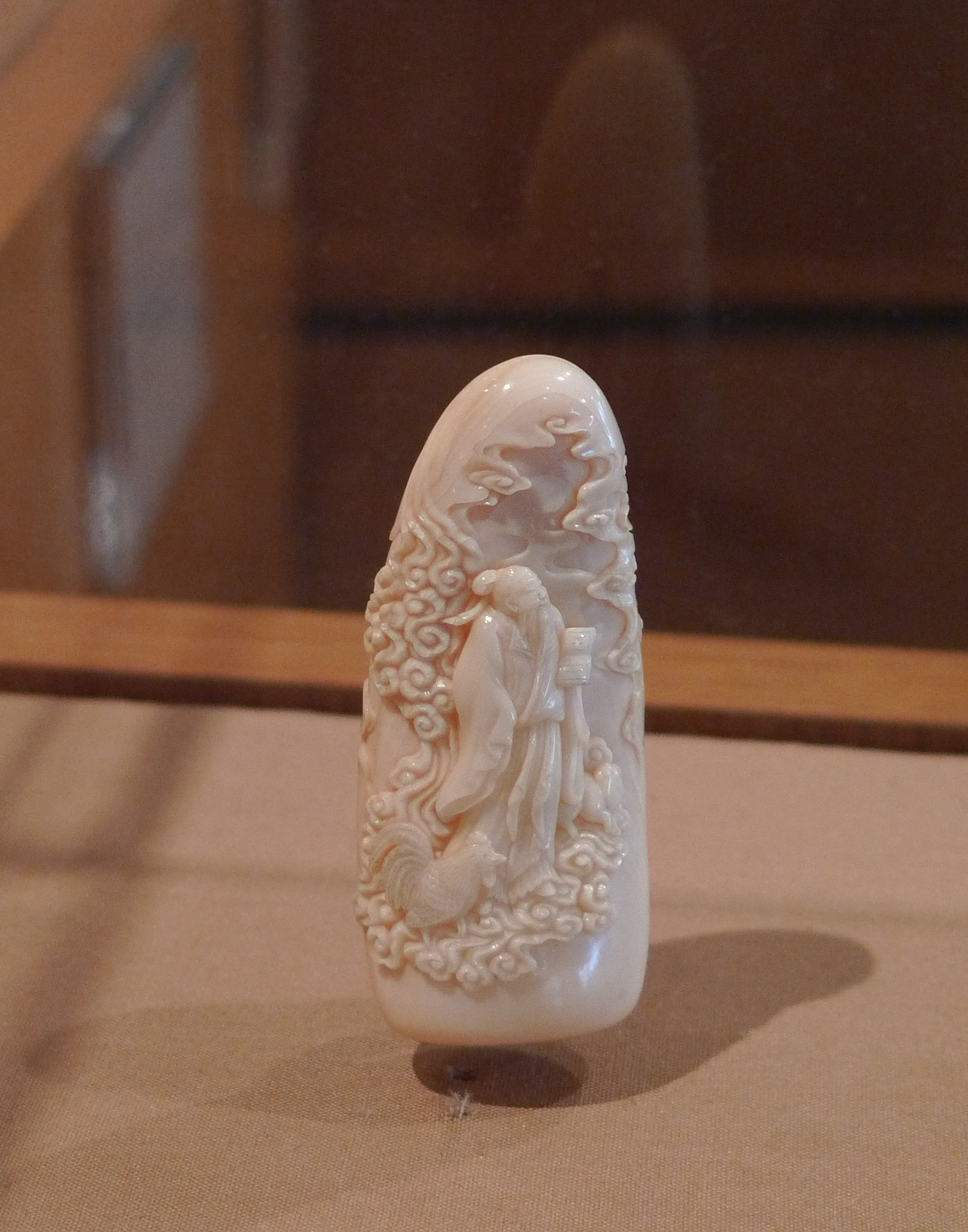
Нэцкэ «Лю Ань (Рюан), глава Восьми хуайнаньских мудрецов»